# Чхибрамау
Чхибрамау (англ. Chhibramau, хинди छिबरामऊ) — город на севере Индии, в штате Уттар-Прадеш, в округе Каннаудж.

## География
Город находится к югу от реки Кали, на высоте 154 метра над уровнем моря. Расположен в 21,5 км к юго-востоку от города Бевар, в 7 км к северу от города Саурикх, в 10 км к юго-западу от города Камалгандж и в 25 км к северо-западу от города Гурсахаигандж.

## Демография
По данным официальной переписи 2001 года, численность населения города составляла 50 279 человек, из них 26 439 мужчин и 23 840 женщин. Уровень грамотности населения города составляет 63 %, что выше, чем средний по стране показатель 59,5 %. Уровень грамотности среди мужчин — 68 %, среди женщин — 58 %. Доля лиц в возрасте младше 6 лет — 16 %.

## Транспорт
Через Чхибрамау проходит национальное шоссе № 91, соединяющее Дели с Канпуром. Ближайший аэропорт расположен в Лакнау (148 км), а ближайшая железнодорожная станция — в городе Гурсахаигандж.